# 波雷 (卡薩納雷省)
波雷是哥倫比亞的城鎮，位於該國東部，由卡薩納雷省負責管轄，距離首府約帕爾71公里，始建於1644年，面積786平方公里，海拔高度270米，2005年人口7,490。
5°43′38″N 71°59′41″W / 5.72722°N 71.9947°W